# Luis Fajardo
Luis Alfonso Fajardo (18 augustus 1963) is een voormalig profvoetballer uit Colombia. Hij speelde als middenvelder en beëindigde zijn carrière in 1996. Zijn bijnaam luidde El Bendito.

## Clubcarrière
Fajardo speelde elf seizoenen in eigen land bij Atlético Nacional, voordat hij in 1995 overstapte naar Independiente Medellín, waar hij een jaar later zijn loopbaan beëindigde.

## Interlandcarrière
Fajardo kwam in totaal 15 keer (één doelpunt) uit voor de nationale ploeg van Colombia in de periode 1989–1990. Hij maakte zijn eerste en enige interlandtreffer op 4 februari 1990 in de vriendschappelijke uitwedstrijd tegen de Verenigde Staten (1-1). In datzelfde jaar nam hij met de nationale ploeg deel aan het WK voetbal in Italië.
| Interlands van Luis Alfonso Fajardo | Interlands van Luis Alfonso Fajardo | Interlands van Luis Alfonso Fajardo | Interlands van Luis Alfonso Fajardo | Interlands van Luis Alfonso Fajardo | Interlands van Luis Alfonso Fajardo |
| №                                   | Datum                               | Wedstrijd                           | Uitslag                             | Competitie                          | Goals                               |
| ----------------------------------- | ----------------------------------- | ----------------------------------- | ----------------------------------- | ----------------------------------- | ----------------------------------- |
| 1                                   | 6 augustus 1989                     | Uruguay – Colombia                  | 0 – 0                               | Vriendschappelijk                   | 0                                   |
| 2                                   | 20 augustus 1989                    | Colombia – Ecuador                  | 2 – 0                               | WK-kwalificatie                     | 0                                   |
| 3                                   | 3 september 1989                    | Ecuador – Colombia                  | 0 – 0                               | WK-kwalificatie                     | 0                                   |
| 4                                   | 17 september 1989                   | Colombia – Paraguay                 | 2 – 1                               | WK-kwalificatie                     | 0                                   |
| 5                                   | 15 oktober 1989                     | Colombia – Israël                   | 1 – 0                               | WK-kwalificatie                     | 0                                   |
| 6                                   | 30 oktober 1989                     | Israël – Colombia                   | 0 – 0                               | WK-kwalificatie                     | 0                                   |
| 7                                   | 2 februari 1990                     | Uruguay – Colombia                  | 2 – 0                               | Vriendschappelijk                   | 0                                   |
| 8                                   | 4 februari 1990                     | Verenigde Staten – Colombia         | 1 – 1                               | Vriendschappelijk                   | 25'                                 |
| 9                                   | 20 februari 1990                    | Colombia – Sovjet-Unie              | 0 – 0                               | Vriendschappelijk                   | 0                                   |
| 10                                  | 17 april 1990                       | Mexico – Colombia                   | 2 – 0                               | Vriendschappelijk                   | 0                                   |
| 11                                  | 22 april 1990                       | Verenigde Staten – Colombia         | 0 – 1                               | Vriendschappelijk                   | 0                                   |
| 12                                  | 4 mei 1990                          | Colombia – Polen                    | 2 – 1                               | Vriendschappelijk                   | 0                                   |
| 13                                  | 26 mei 1990                         | Egypte – Colombia                   | 1 – 1                               | Vriendschappelijk                   | 0                                   |
| 14                                  | 19 juni 1990                        | West-Duitsland – Colombia           | 1 – 1                               | WK-eindronde                        | 0                                   |
| 15                                  | 23 juni 1990                        | Kameroen – Colombia                 | 2 – 1                               | WK-eindronde                        | 0                                   |

## Erelijst
Atlético Nacional
- Copa Mustang

1991
- Copa Libertadores

1989
- Copa Interamericana

1990